# Ernst Ludwig Kirchner
Ernst Ludwig Kirchner, nemški slikar, *6. maj 1880, Aschaffenburg, Nemčija, †15. junij 1938, Frauenkirch-Wildboden, Švica.
Študiral je arhitekturo v Dresdnu, vendar se je kmalu posvetil slikarstvu. Pri petindvajsetih letih je bil že med ustanovitelji gibanja Most, za njegove slike pa so bile značilne ostre barve in opazna deformacija oblik. V Berlinu je po letu 1911 sodeloval s skupino Modri jezdec. Leta 1915 se je preselil v Švico, kjer je delal in živel odmaknjeno in osamljeno.
Nacisti so njegovo umetnost razglasili za degenerirano, mu prepovedali obiske v Nemčiji in uničili vse njegove tamkajšnje slike. Zaradi psihičnega pritiska je 15. junija 1938 naredil samomor.
Kirhner velja za enega najpomembnejših slikarjev ekspresionizma; vanj je vnesel grafično kulturo, zasnovano na delih renesančnih mojstrov kakor tudi na japonski umetnosti, ter žive, neredko tudi sončne barve.